# Daniel Filip
Daniel Filip (* 30. květen 1992, Hradec Králové) je český hokejový útočník.

## Kluby podle sezon
- 2009-2010 HC VCES Hradec Králové
- 2010-2011 HC VCES Hradec Králové
- 2011-2012 HC VCES Hradec Králové, HC Vrchlabí
- 2012-2013 Královští lvi Hradec Králové, HC Trutnov